# Linda Nochlin
Linda Nochlin (nacida Linda Weinberg, en Brooklyn, Nueva York, 30 de enero de 1931-29 de octubre de 2017) fue una historiadora del arte estadounidense, profesora universitaria y escritora, que dedicó una parte importante de su obra a la presencia de la mujer en el arte y a monografías sobre el realismo.

## Biografía
Recibió su BA en Filosofía del Vassar College, realizó una maestría en Inglés en la Universidad de Columbia y se doctoró en Historia del Arte en el Instituto de Bellas Artes de la Universidad de Nueva York, en 1963, donde analizó la obra de Gustave Courbet en contraposición al macartismo.
Después de trabajar en los departamentos de historia del arte en la Universidad de Yale, el Centro de Graduados de la City University de Nueva York (con Rosalind Krauss) y Vassar College, Nochlin obtuvo un puesto en el Instituto de Bellas Artes, dedicándose a la enseñanza. Más tarde ocupó la Cátedra "Lila Acheson Wallace de Arte Moderno" en el Instituto de Bellas Artes de la Universidad de Nueva York y llegó a formar parte del Consejo Asesor de Arte de la Fundación Internacional para la Investigación Artística (IFAR).

## ¿Por qué no han existido grandes artistas mujeres?
En el campo de la historia del arte, el punto de vista occidental, blanco, masculino, inconscientemente aceptado como el punto de vista de los historiadores del arte, puede ser inadecuado, no sólo por razones éticas o morales, o por su elitismo, sino por razones puramente intelectuales.
Linda Nochlin, 1971

En 1971 publicó el artículo  ¿Por qué no han existido grandes artistas mujeres? (Why Have There Been No Great Women Artists?), publicado en 1971 por ARTnews considerado el texto fundacional de la teoría artística feminista.
La pregunta de Nochlin generó la revisión de la historia del arte en busca de la obra de mujeres artistas desconocidas o bien devaluadas y se descubrió, por ejemplo -señala la historiadora de arte María Teresa Alario como resultaba más fácil el deterioro o la desaparición de las obras de las mujeres y que sus cuadros se enmohecían en los sótanos. Por otro lado también se daba el caso de que sus obras no tenían firma o eran atribuidas a otros autores o incluso a sus familiares o maestros como es el caso de Oracio Gentileschi y su hija Artemisa o de Frans Hals con respecto a su discípula Judith Leyster.
En 1976 organizó con Ann Sutherland Harris una exposición en Los Ángeles titulada "Women Artists: 1550-1950" para recuperar las creaciones de más de 80 artistas de doce países. "En los textos del catálogo las comisarias plantearon temas que posteriormente tendrían un papel central en las investigaciones feministas como la necesidad de tratar las condiciones sociales en que se desarrollaba la producción artística de las mujeres o la división de los géneros artísticos diferenciada por sexos" añade Alario.
Otro ensayo posterior, relacionado con el tema, es Las cuestiones de género en Cassatt y Eakins, escrito en 1994. Esta vertiente de su producción crítica ha generado a su vez análisis, reforzando o contrastando sus opiniones.
En Self and History: Homenaje a Linda Nochlin, publicado en el año 2000, se recogió una antología de ensayos en relación con los temas que la autora desarrolló a lo largo de su carrera. 
Otros libros de Nochlin son Mujeres como objetos sexuales: Estudios del arte erótico, 1730-1970 (Woman as Sex Object: Studies in Erotic Art, 1730–1970) (1973), Mujeres, arte, y poder y otros ensayos (1988), La política de la Visión: Ensayos sobre el arte y Sociedad del Siglo XIX  (1989), Mujeres en el Siglo XIX: Categorías y contradicciones (1997) o Mujeres que representan (1999).